# Уэст-Лотиан
Уэ́ст-Ло́тиан (англ. West Lothian, гэльск. Lodainn an Iar, скотс Wast Lowden) — один из 32 округов Шотландии.

## География
Округ Уэст-Лотиан территориально граничит с округами Сити-оф-Эдинбург на востоке, Скоттиш-Бордерс на юго-востоке, Саут-Ланаркшир на юге и Фолкерк на западе.

### Города
- Армадейл (Armadale)
- Батгит (Bathgate)
- Блэкберн (Blackburn)
- Броксберн (Broxburn)
- Ливингстон (Livingston)
- Линлитгоу (Linlithgow)
- Хартхилл (Harthill)

|  |  |